# 叠氮吗啡
叠氮吗啡是一种含氮有机化合物，化学式C17H20N4O2，属于嗎啡的结构类似物，在经典药理学中是一种阿片剂，其6号位的羟基变为叠氮基团，且7,8号位的碳碳双键变为饱和。